# Okres Košice I
Košice I is een district (Slowaaks: Okres) in de Slowaakse regio Košice. Het district bestaat uit de volgende stadsdelen van de stad Košice:
- Džungľa
- Kavečany
- Košice-Sever (Košice-Noord)
- Sídlisko Ťahanovce
- Staré Mesto (oude stad)
- Ťahanovce

In het district woonden op 1 januari 2012 in totaal 68.477 inwoners.
Okres Gelnica · Okres Košice I · Okres Košice II · Okres Košice III · Okres Košice IV · Okres Košice-okolie · Okres Michalovce · Okres Rožňava · Okres Sobrance · Okres Spišská Nová Ves · Okres Trebišov